# Arthur Maia (futbolista)
Arthur Brasiliano Maia, conocido deportivamente como Arthur Maia (Maceió, Alagoas, 13 de octubre de 1992-La Unión, Antioquia, 28  de noviembre de 2016), fue un futbolista brasileño. Jugaba de centrocampista y su último equipo fue el Chapecoense de la Serie A de Brasil, a préstamo del Vitória.

## Carrera
Arthur Maia es otro fruto de las divisiones inferiores del Vitória. Fue descubierto a través de un núcleo del rubro-negro bahiano en Maceió, su ciudad natal. En las pruebas, tuvo que trasladarse de la capital alagoana a Salvador con sólo diez años de edad, para pasar a vivir en las dependencias del club. Acostumbrado a vestir la camiseta diez en todos los equipos de base y siempre tratado como “joya” por la dirección del club, debido a su buena técnica, movilidad, pase y visión de juego, fue promovido al elenco principal del rubro-negro bahiano a principios de 2010, pero ya entrenaba entre los profesionales desde mediados de 2009, aún antes de cumplir 17 años.
Debido a su corta edad, la comisión técnica del club optó por darle oportunidad de actuar como titular poco a poco. A finales de 2012, fue nuevamente destacado al ser elegido el mejor jugador de la Copa del Brasil Sub-20, conquistada por el Vitória, que derrotó al Atlético Mineiro en la final.
En febrero de 2013, Arthur fue prestado hasta final de temporada al Joinville. En su debut marcó su primer gol por el club catarinense. Arthur Maia terminó consagrándose como el héroe del partido tras salir del banco y marcar el gol de la victoria por 4 a 3 ante el Criciúma. Sin mucho espacio y posibilidades en Joinville, acabó siendo devuelto al Vitória.
Durante algunos entrenamientos, el centrocampista llamó la atención de Ney Franco, entrenador del equipo bahiano en ese entonces, y fue convocado para el partido contra el Grêmio. Arthur entró en lugar del volante Elizeu en un encuentro que terminó 0 a 0. Pero, mientras se destacaba cada vez más en competiciones inferiores y llamaba la atención de otros clubes, tanto de Brasil como del exterior, Maia aún veía cómo se reducían sus chances en los partidos del primer equipo.

Recibí buenas propuestas y sondeos de varios clubes y el Vitória nunca me liberaba. Decían que tendría oportunidades aquí, pero entrar en el final no lo veo como oportunidad [...] Ya existe un desgaste con la hinchada. Hablan que yo soy eterna promesa, pero desafortunadamente no he tenido ocasiones.

En 2014 fue cedido a América de Natal hasta fin de año. En este club, logró tener una buena seguidilla de juegos, haciendo buenos partidos y destacándose, pero no pudo evitar el descenso del equipo a la Serie C. Llamó la atención de muchos al hacer un gol similar al denominado Gol del Siglo, marcado por Maradona en la Copa Mundial de Fútbol de 1986, lo que le dio el apodo de Maiadona.
En 2015, Arthur Maia fue prestado al Flamengo hasta el final de la temporada, con el propósito de, a los 22 años de edad, mostrar su talento y ayudar al equipo rubro-negro. En su presentación, el jugador afirmó que él y toda su familia eran flamenguistas, siendo eso, incluso, lo que hizo que fuera bautizado con el nombre de Arthur, en homenaje al mayor ídolo del club, Zico. Marcó su primer gol por el Flamengo en su quinto partido, que tuvo lugar el 4 de febrero, en la goleada por 4 a 0 ante el Barra Mansa, válido por la segunda ronda del Campeonato Carioca. Su tanto había sido el segundo del Flamengo en dicho juego.
Arthur Maia no siguió en el elenco del Flamengo para el resto del 2015. De acuerdo con la versión oficial del rubro-negro carioca, el jugador solicitó el regreso al Vitória, que lo había prestado a principios de año al Fla. Sin embargo, el empresario Antonio Gustavo, quien era representante del futbolista, reveló que su destino sería el Kawasaki Frontale, equipo de Japón.
Arthur disputó sólo 22 partidos, la mayoría como suplente, y marcó dos goles. Su último partido por el Flamengo fue el 18 de julio de 2015, cuando sustituyó a Marcelo Cirino en la victoria por 1 a 0 sobre el Grêmio.
A mediados de 2015, firmó con el Kawasaki Frontale, de la primera división japonesa, hasta el final del campeonato local. Hizo su debut el 12 de agosto de 2015 ante Montedio Yamagata, en un empate 0 a 0 válido por la segunda etapa de la J1 League. En total, participó en 6 partidos en el conjunto del Kantō sin marcar goles, por lo que se trató del único club en su carrera donde no pudo anotar.
Después de perder espacio en el Vitória, Arthur Maia fue cedido a Chapecoense hasta el final de 2016. En este club formaría parte del plantel que llegaría a la final de la Copa Sudamericana.

## Muerte
Arthur Maia fue una de las víctimas fatales de la caída del vuelo 2933 de LaMia, el 28 de noviembre de 2016. El avión que llevaba al equipo del Chapecoense a Medellín, donde jugaría el partido de ida de la final de la Copa Sudamericana 2016. Además del plantel de Chapecoense, el avión también se llevó a 21 periodistas brasileños que cubrirían el partido contra el Atlético Nacional de Colombia.

## Trayectoria
| Club                         | País   | Año       |
| ---------------------------- | ------ | --------- |
| Vitória                      | Brasil | 2010-2016 |
| Joinville (préstamo)         | Brasil | 2013      |
| América de Natal (préstamo)  | Brasil | 2014      |
| Flamengo (préstamo)          | Brasil | 2015      |
| Kawasaki Frontale (préstamo) | Japón  | 2015      |
| Chapecoense (préstamo)       | Brasil | 2016      |

## Palmarés

### Títulos nacionales
| Título                 | Club             | País   | Año  |
| ---------------------- | ---------------- | ------ | ---- |
| Campeonato Baiano      | Vitória          | Brasil | 2010 |
| Copa de Brasil Sub-20  | Vitória          | Brasil | 2012 |
| Campeonato Potiguar    | America de Natal | Brasil | 2014 |
| Torneo Super Clássicos | Flamengo         | Brasil | 2015 |
| Campeonato Baiano      | Vitória          | Brasil | 2016 |

### Títulos internacionales
| Título            | Club        | Sede            | Año  |
| ----------------- | ----------- | --------------- | ---- |
| Copa Sudamericana | Chapecoense | América del Sur | 2016 |

### Distinciones individuales
| Distinción                                | Año  |
| ----------------------------------------- | ---- |
| Mejor jugador de la Copa de Brasil Sub-20 | 2012 |